# Carlomano Marques
Carlomano Gomes Marques (Iguatu, 19 de fevereiro de 1954), mais conhecido como Carlomano Marques, é um médico e político brasileiro. Foi deputado estadual por diversos mandatos e prefeito de Pacatuba. 

## Biografia
Natural de Iguatu, Carlomano é médico, graduado pela Universidade Federal do Ceará com especialidade em cirurgia geral e torácica. 
Iniciou sua carreira política em 1988, disputando uma vaga para a Câmara Municipal de Fortaleza pelo Partido Democrático Social (PDS). Na ocasião, foi eleito o segundo vereador mais votado. Em seu mandato, foi vice-presidente da Câmara Municipal.
Em 1990, ainda pelo PDS, é eleito deputado estadual. Em 1994, é reeleito pelo Partido Progressista Reformador (PPR). No pleito de 1998, é novamente eleito, já pelo Partido do Movimento Democrático Brasileiro (PMDB).
Em 2016, foi eleito prefeito de Pacatuba, sendo reeleito em 2020.
Em 2024, disputou as eleições para vereador em Pacatuba, obtendo apenas 627 votos.